# Cours-de-Monségur
Cours-de-Monségur – miejscowość i gmina we Francji, w regionie Nowa Akwitania, w departamencie Żyronda.
Według danych na rok 1990 gminę zamieszkiwało 230 osób, a gęstość zaludnienia wynosiła 24 osób/km² (wśród 2290 gmin Akwitanii Cours-de-Monségur plasuje się na 947. miejscu pod względem liczby ludności, natomiast pod względem powierzchni na miejscu 1092.).